# U 105 (U-Boot, 1917)
U 105  war ein diesel-elektrisches U-Boot der deutschen Kaiserlichen Marine, das im Ersten Weltkrieg zum Einsatz kam. In der Zwischenkriegszeit war das Boot als Jean Autric Teil der französischen Marine. Kurz vor dem Beginn des Zweiten Weltkriegs wurde es verschrottet.

## Einsätze
U 105 wurde am 5. Mai 1916 in Auftrag gegeben, lief am 16. Mai 1917 bei der Germaniawerft in Kiel vom Stapel und wurde am 4. Juli 1917 in Dienst gestellt. Ab September 1917 war das Boot der IV. U-Flottille in Emden und Borkum zugeordnet. Erster und einziger deutscher Kommandant war Kapitänleutnant Friedrich Strackerjan.
U 105 führte während des Ersten Weltkriegs sechs Unternehmungen im östlichen Nordatlantik durch. Dabei wurden 19 Handelsschiffe mit einer Gesamttonnage von 55.834 BRT versenkt. Darunter befand sich neben Schiffen der Kriegsgegner auch das norwegische Frachtschiff Sarpfos mit 1.458 BRT.
Das größte von U 105 versenkte Schiff war das britische Frachtschiff Milwaukee mit 7.323 BRT. Die Milwaukee wurde am 31. August 1918 auf ihrer Fahrt von London nach Montreal etwa 260 Seemeilen südwestlich von Fastnet (Irland) versenkt. Dabei kam ein Mensch ums Leben.

## Verbleib
Am 20. November 1918 wurde U 105 als Kriegsbeute nach Frankreich ausgeliefert. Dort wurde das Boot am 21. Januar 1922 als Jean Autric in der französischen Marine wieder in Dienst gestellt. Am 27. Januar 1935 wurde das Boot der Reserve zugeteilt. Die Streichung von der Schiffsliste erfolgte am 24. August 1935. Im August 1936 wurde es von Cherbourg nach Brest überführt und dort zur Verschrottung verkauft. Der endgültige Abbruch fand schließlich 1938 statt.